# خوسيه راؤول مولينو
خوسيه راؤول مولينو كوينتيرو (ولد في 13 يونيو 1959) هو سياسي ودبلوماسي ومحامي بنمي يشغل منصب الرئيس التاسع والثلاثين لبنما منذ عام 2024. ترشح للرئاسة في الانتخابات البنمية عام 2024، والتي فاز بها بنسبة 34٪ من الأصوات كمرشح لحزب تحقيق الأهداف وبديل للرئيس السابق ريكاردو مارتينيلي.
شغل مولينو منصب وزير الحكومة والعدل من عام 2009 إلى عام 2010 ووزير الأمن العام من عام 2010 إلى عام 2014 وكلاهما في حكومة الرئيس مارتينيلي. شغل منصب نائب الوزير (1990 - 1993)ووزير العلاقات الخارجية (1993-1994) في حكومة الرئيس غييرمو إندارا. ومن عام 1994 إلى عام 1995، كان عضوًا في المجلس الوطني للعلاقات الخارجية، وقاضيًا مساعدًا في الغرفة المدنية بمحكمة العدل العليا.
كان مولينو مرشح مارتينيلي لمنصب نائب الرئيس في انتخابات عام 2024؛ وبعد استبعاد مارتينيلي من الترشح وسط فضائح الفساد، أيد مولينو.

## الحياة المبكرة والمسيرة القانونية
وُلِد مولينو في 13 يونيو 1959 في ديفيد، تشيريكي. وهو ابن السياسي وحاكم محافظة تشيريكي خوسيه مولينو روفيرا، وسيدة الأعمال نيللي كوينتيرو دي مولينو. شقيقه هو الدبلوماسي خوسيه خافيير مولينو.
أكمل دراسته الابتدائية والثانوية في مدرسة سان فيسينتي دي بول، في ديفيد، تشيريكي. تخرج من الجامعة بدرجة بكالوريوس في العلوم والآداب. درس لاحقًا القانون والعلوم السياسية في جامعة سانتا ماريا لا أنتيغوا الكاثوليكية، وتخرج منها عام 1982. في العام التالي، حصل على درجة الماجستير في القانون البحري من جامعة تولين.
بعد تخرجه في القانون، كرس نفسه للممارسة المهنية الخاصة في مجال القانون البحري، وفي عام 1988 أصبح شريكًا مؤسسًا لشركة المحاماة فابريجا مولينو إي مولينو. خلال ذلك الوقت بدأ نشاطه ضد الدكتاتورية العسكرية لمانويل نورييغا، كممثل لمختلف الجمعيات التجارية.

## المسيرة السياسية
في عام 1990 تم تعيينه نائبًا لوزير الخارجية، خلال حكومة الرئيس غييرمو إندارا، بعد استعادة الديمقراطية. بعد وفاة وزير الخارجية خوليو ليناريس، أصبح وزيرًا للخارجية وظل في منصبه حتى نهاية الإدارة في عام 1994. خلال فترة عمله كوزير، زار حكومات ومنظمات دولية مختلفة، وشغل منصب رئيس الوفد المفاوض لجمهورية بنما أمام حكومتي الولايات المتحدة والمملكة المتحدة، للتفاوض وتوقيع معاهدات المساعدة القانونية المتبادلة بشأن المسائل الجنائية والجرائم المتعلقة بالاتجار بالمخدرات. من عام 1994 إلى عام 1995 كان عضوًا في المجلس الوطني للعلاقات الخارجية وقاضيًا بديلًا في الغرفة المدنية للمحكمة العليا للعدل.
في حكومة مارتينيلي تم تعيينه وزيرًا للحكومة والعدل في عام 2009 وخدم لمدة عام واحد فقط، حتى عام 2010 حيث قدم استقالته. تم تعيينه بعد ذلك وزيرًا للأمن العام من عام 2010 وخدم حتى نهاية الإدارة في عام 2014. تلقى مهام مهمة، وأصبح أحد أكثر حلفاء الرئيس مارتينيلي ثقة. بصفته وزيرًا، عزز الأمن في الشوارع، من خلال تطبيق نقاط تفتيش الشرطة، والتي ادعى مولينو أنها كانت ناجحة حيث تمكنت الشرطة من القبض على خمسة عشر ألف مجرم يحاولون مغادرة بنما، على الرغم من أن بعض المحامين أثاروا قلقهم.
في 9 مارس 2012، أعلن استقالته من منصب وزير الحكومة والعدل، بعد خلافات مع مدير الشرطة الوطنية في بنما جوستافو بيريز، بشأن تنظيم قانون جديد للأجهزة الأمنية في الدولة. ومع ذلك، في 14 مارس تراجع عن استقالته، بعد إقالة بيريز من منصبه في الشرطة من قبل الرئيس مارتينيلي. في يوليو 2013، كان أحد المسؤولين عن التعامل مع أزمة السفينة الكورية الشمالية تشونغ تشون جانج، والتي كانت كوبا تنقل فيها مواد حربية مخبأة في 250 ألف كيس من السكر البني، ولكنها احتُجزت في المياه البنمية. تم احتجاز أفراد الطاقم الكوري الشمالي ثم أُطلق سراحهم وترحيلهم، بالإضافة إلى تلقي غرامة من هيئة قناة بنما واحتجاز المواد الحربية.
في عام 2015 تم سجنه بتهمة ارتكاب جرائم ضد الإدارة العامة، ولكن في النهاية تم إلغاء قضيته في عام 2016 بسبب أخطاء إجرائية.
انخرط مولينو في العمل الحزبي، وكان مؤسس حزب التضامن، حيث شغل منصب نائب الرئيس أولاً ثم رئيسًا. ثم شغل لاحقًا منصب النائب الثاني لرئيس حزب الاتحاد الوطني. انضم إلى حزب التغيير الديمقراطي بزعامة مارتينيلي عام 2011 حتى مغادرته الحزب عام 2019 وبعد ثلاث سنوات انضم إلى حزب مارتينيلي الجديد "تحقيق الأهداف".